# Launch Control
 (mai 2014).
Si vous disposez d'ouvrages ou d'articles de référence ou si vous connaissez des sites web de qualité traitant du thème abordé ici, merci de compléter l'article en donnant les références utiles à sa vérifiabilité et en les liant à la section « Notes et références ».

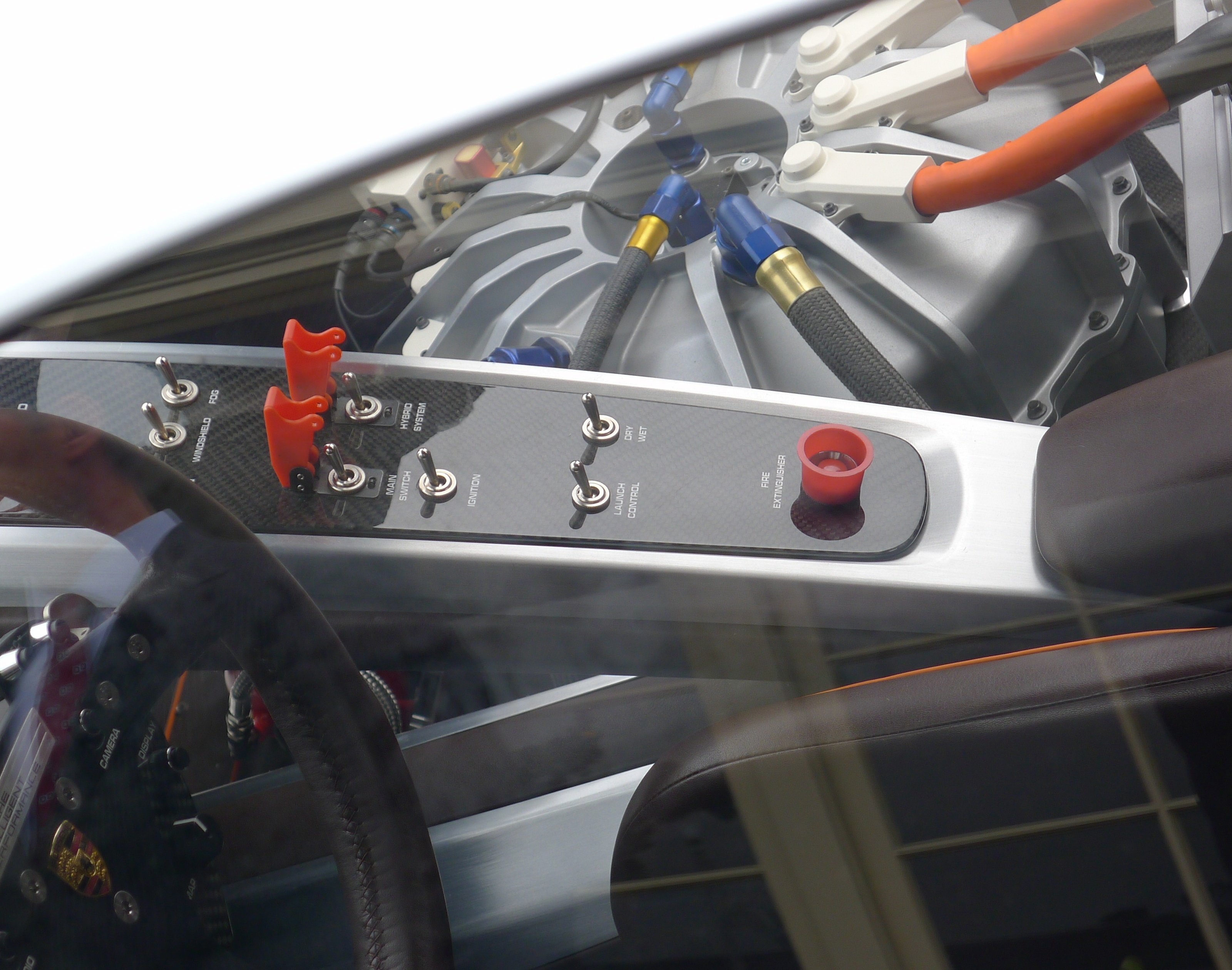
Système d'activation du launch control d'une Porsche 918 RSR.

Le Launch Control est une aide électronique pour aider les conducteurs de voiture de course à faire une accélération à partir d'un départ arrêté. Cette fonction d'aide est parfois traduite par « Contrôle de lancement » en français. Cette fonction utilise un accélérateur électronique et un programme informatique. Ce programme permet d'accélérer en douceur, aussi rapidement que possible, tout en évitant de faire patiner les roues, empêcher la casse du moteur à cause d'un sur-régime, de l'embrayage ou de la boîte de vitesses.

## Histoire
Les progrès de l’électronique dans les années 1980 ont permis l’introduction du contrôle de lancement.
En 1985, la F1 RE60 de Renault stockait des informations sur une disquette , ensuite déchargée aux stands , fournissant aux ingénieurs des données détaillées sur le comportement de la voiture. Plus tard, la télémétrie permit la transmission radio des données entre les stands et la voiture. L'utilisation croissante de l'électronique sur la voiture permit aux ingénieurs de modifier certains paramètres pendant le roulage : c'est ce qu'on appelle la télémétrie bidirectionnelle.
Parmi les aides électroniques à la conduite figuraient une transmission semi-automatique , un système de freinage antiblocage (ABS), un système de contrôle de traction et une suspension active . La Williams FW15C de 1993 était équipée de toutes ces aides. Cette tendance a été stoppée par la FIA lorsqu'elle a interdit ces aides pour la saison 1994, considérant qu'elles réduisaient trop l'importance des compétences du pilote. La télémétrie bidirectionnelle était également interdite, mais elle a été rapidement rétablie, la FIA trouvant trop difficile d'analyser les programmes moteur afin de détecter des codes cachés susceptibles d'enfreindre les règles.La transmission entièrement automatique et le contrôle de lancement ont été à nouveau autorisés à partir du Grand Prix d'Espagne de 2001 , mais à partir de 2004, ils ont été interdits afin de réduire les fonds nécessaires à une équipe de F1 compétitive.